# Kishidan
I Kishidan (氣志團?) sono un gruppo rock giapponese. Il nome significa I cavalieri, con riferimento alla cavalleria medieveale. La loro musica è più vicina al pop che al rock. La loro canzone Omae Dattanda è stata utilizzata come canzone di chiusura dell'undicesima serie di Naruto Shippuden.

## Componenti
- Ayanokouji Shou (綾小路 翔?) (Show) — Vocalista e chitarrista; nato il 26 aprile
- Saotome Hikaru (早乙女 光?) (Hikaru) — Vocalista; nato il 24 gennaio
- Saionji Hitomi (西園寺 瞳?) (Tommy) — Chitarrista; nato il 23 ottobre
- Hoshi Grandmarnier (星 グランマニエ?) (Ranma) — Chitarrista; nato il 1º marzo
- Shiratori Shouchikubai (白鳥 松竹梅?) (Matsu) — Bassista; nato il 17 marzo
- Shiratori Yukinojou (白鳥 雪之丞?) (Yukki) — Batterista; nato il 24 maggio